# Апостол Олимпасије
Апостол Олимпасије (Олимп, Олимпан) је био један од седамдесет Христових апостола. Апостол Павле га спомиње у својој Посланици Римљанима (Рим 16,15). 
Пострадао је у Риму заједно са апостолима Петром и Павлом.
Православна црква га прославља 10. новембра по јулијанском календару.